# Campegius Hermannus Gockinga (1804-1882)
Campegius Hermannus Gockinga (Groningen, 13 september 1804 - 's-Gravenhage, 2 juni 1882) was president van de Hoge Raad der Nederlanden.

## Leven en werk
Gockinga, lid van de patriciaatsfamilie Gockinga, was een zoon Tweede Kamerlid mr. Joseph Gockinga (1778-1851) en Catharina Modderman (1782-1864). Hij trouwde in 1838 met Henriëtte Maria Wilhelmina Sophie de Ranitz (1808-1874), lid van de patriciaatsfamilie De Ranitz en zus van de Groninger burgemeester Herman de Ranitz (1794-1846); uit dit huwelijk werden geen kinderen geboren.
Gockinga studeerde rechten te Groningen tussen 1819 en 1826. Hij promoveerde op 19 april 1826. Na zijn studie werd hij secretaris van het Burgerlijk Armbestuur, daarna procureur te Groningen. Vervolgens was hij griffier van het vredegerecht in beide kantons van Groningen (1829-1838), daarna rechter te Winschoten. Op 14 juni 1848 werd hij benoemd tot raadsheer bij de Hoge Raad ter vervanging van jhr. mr. F. Beelaerts van Blokland (1775-1844). Op 7 november 1871 werd hij bij die raad benoemd tot vicepresident, op 6 april 1878 tot president; hij bleef president tot zijn overlijden in 1882.